# 코리 로빈
코리 로빈 (Corey Robin, 1967년생)은 미국의 정치 이론가이자 저널리스트이자 브루클린 대학과 뉴욕 시립 대학 대학원 센터의 정치학 교수이다. 그는 정치 생활에서 공포의 역할에 관한 책을 저술했으며, 아리스토텔레스 로부터 테러와의 전쟁을 통해 공포의 존재를 추적하고, 에드먼드 버크에서 도널드 트럼프에 이르기까지 현대 세계에서 보수주의의 본질에 대해 저술했다. 블랙 내셔널리즘와 흑인 보수주의의 결합이라고 주장하는 클래런스 토머스 대법관에 대한 연구의 저자이다.
채퍼콰의 유대인 가정에서 성장한 로빈은 프린스턴 대학교를 졸업하고 1999년 예일 대학교에서 박사 학위를 받았다.
로빈은 미국정치학회(American Political Science Association)에서 최우수 정치 이론 부문 최우수 도서상을 수상한 《공포: 정치 사상의 역사》(Fear: History of a Political Idea)와 《반동 정신: 에드먼드 버크에서 사라 페일린까지의 보수주의》(The Reactionary Mind: Conservatism from Edmund Burke to Sarah Palin)의 저자이다. 2011년에 출판된 Reactionary Mind는 엄청난 논쟁과 토론을 일으켰다. 그러나 도널드 트럼프의 등장과 함께 이 책은 가장 선견지명이 있는 책 중 하나로 여겨지게 되었다.  현대 미국 정치에 대한 분석으로, New Yorker는 이 책을 오랫동안 재고하면서 이 책을 "트럼프를 예언한 책"이라고 불렀다. The Reactionary Mind 의 두 번째 판은 2018년에 "Edmund Burke에서 Donald Trump까지"라는 새로운 부제로 출판되어 긍정적인 반응을 얻었다.
2013년 Brooklyn College의 대학원 근로자 교육 센터의 임시 이사로서 로빈은 프로그램 재구성을 위한 의사 결정 과정의 일부였다.
로빈은 대법원 판사인 클래런스 토머스 사건에 관심을 돌렸다.
로빈은 학문적 연구의 많은 부분을 오른쪽에 할애하고 있지만 왼쪽에 있는 다양한 문제에 대해 신문과 잡지에도 광범위하게 글을 쓴다. 2018년에 그는 버니 샌더스와 알렉산드리아 오카시오코르테스가 21세기를 위한 19세기 전통을 어떻게 재창조하고 있는지를 조사하는 오늘날 사회주의의 의미에 관해 뉴욕 타임즈에 널리 알려진 에세이를 썼다. 그는 노동과 직장의 정치, 좌파의 자유 회복에 관해 널리 글을 썼다. 그는 또한 한나 아렌트, 에릭 홉스봄, 캐스 선스타인, 및 타네히시 코츠와 같은 지식인에 대해 쓴다.